# F/A-18 Hornet Solo Display
 (mai 2019).
 (mai 2019).
Le contenu est difficilement compréhensible vu les erreurs de traduction, qui sont peut-être dues à l'utilisation d'un logiciel de traduction automatique.

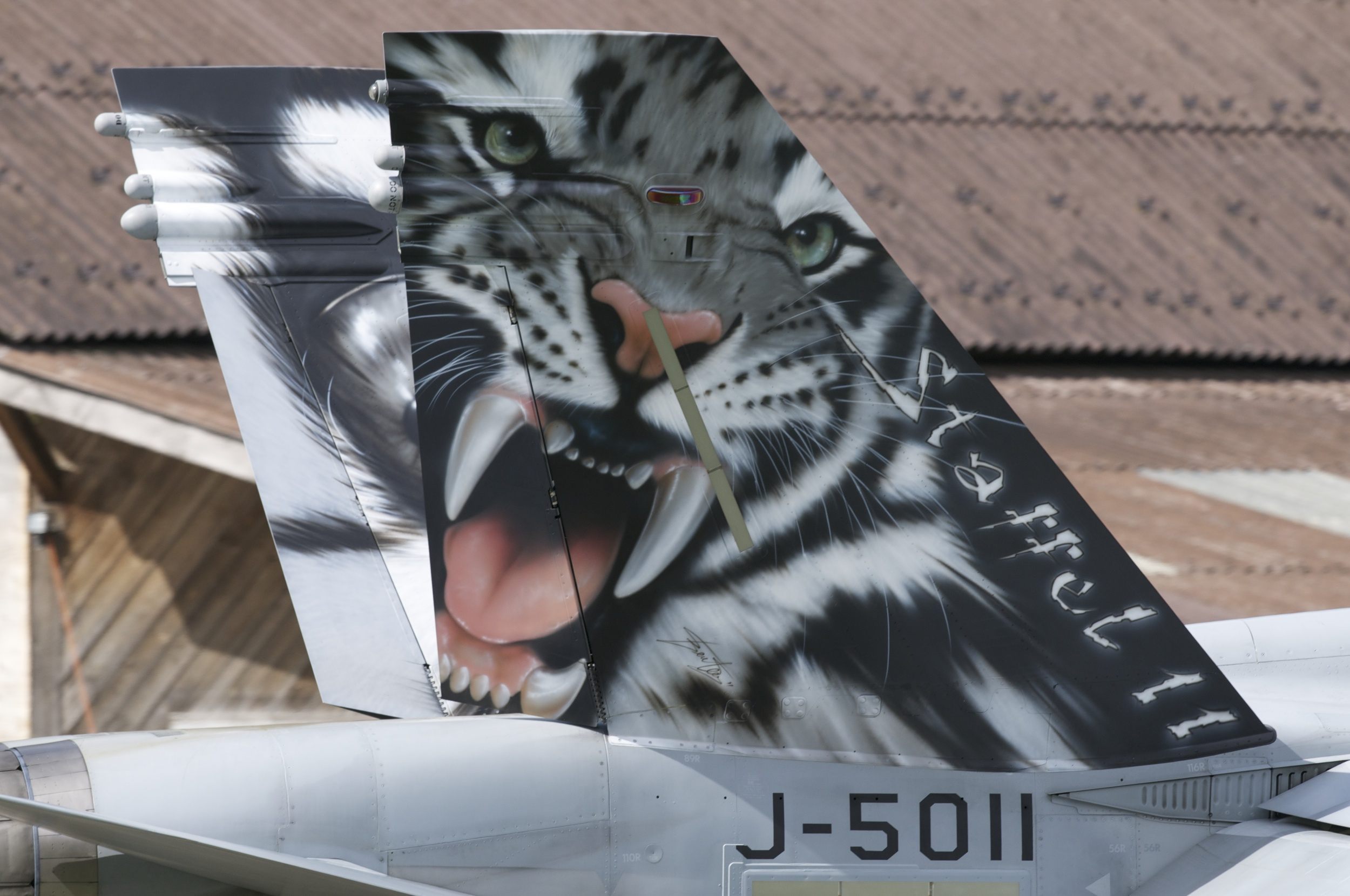
J-5011

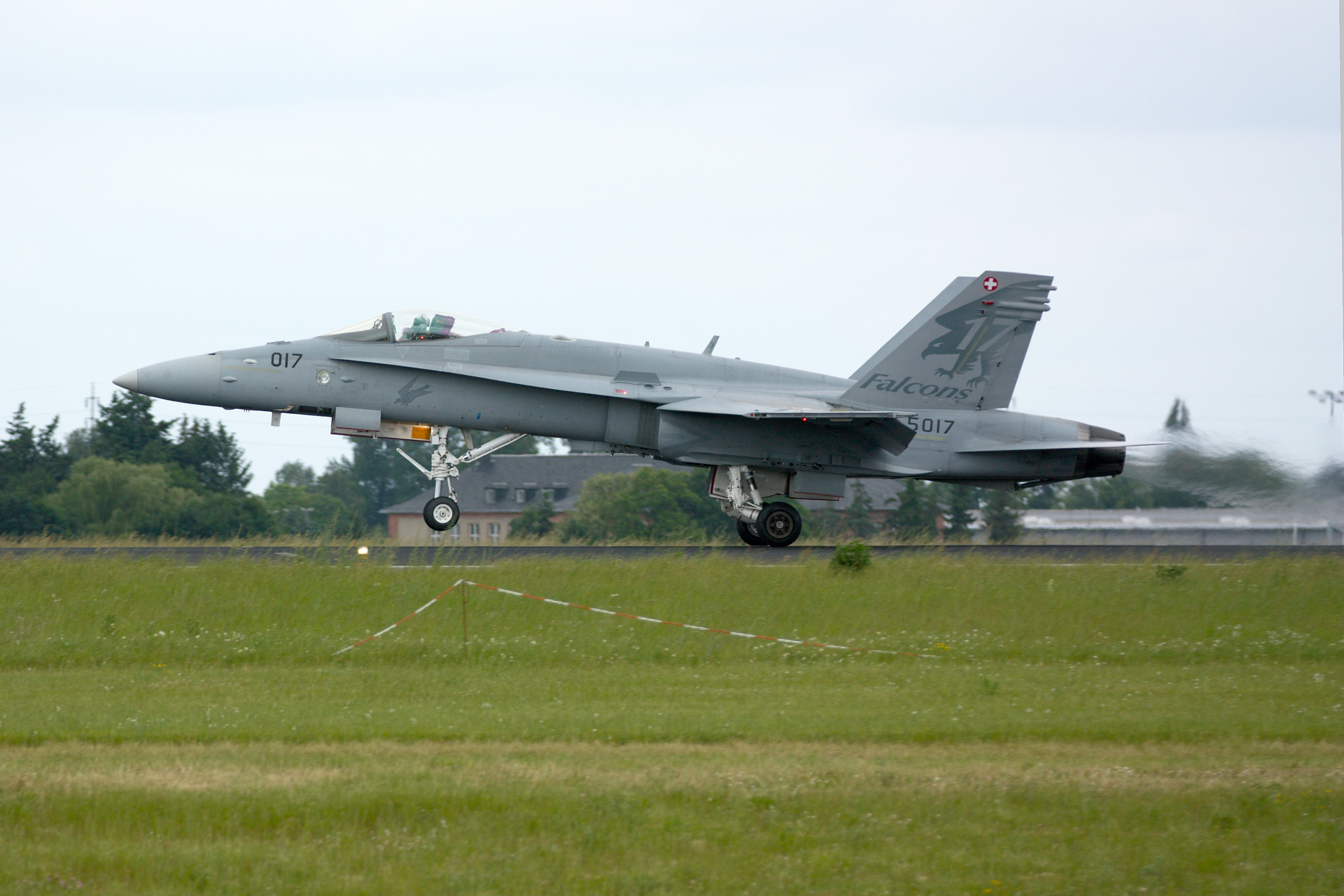
J-5017

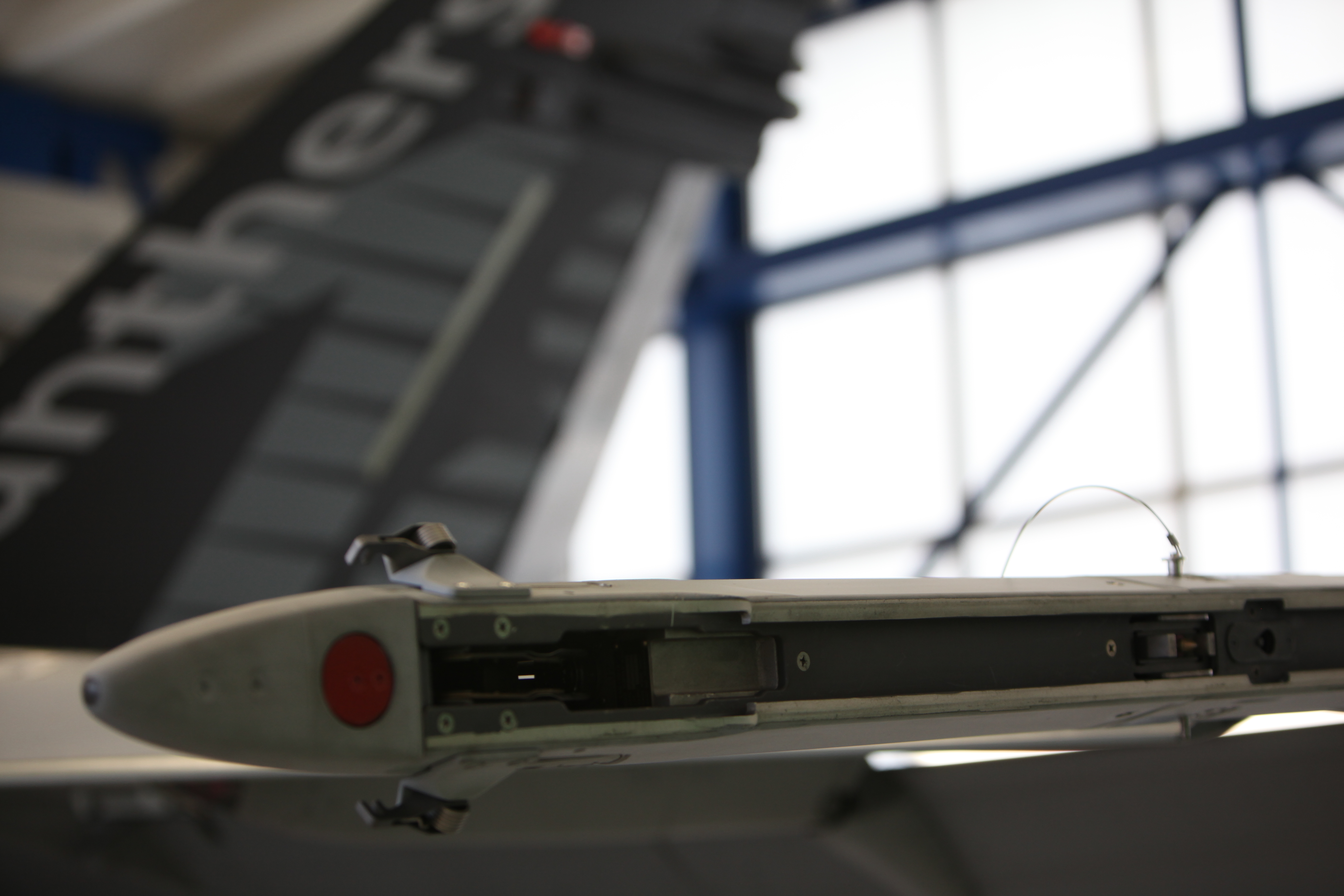
J-5018

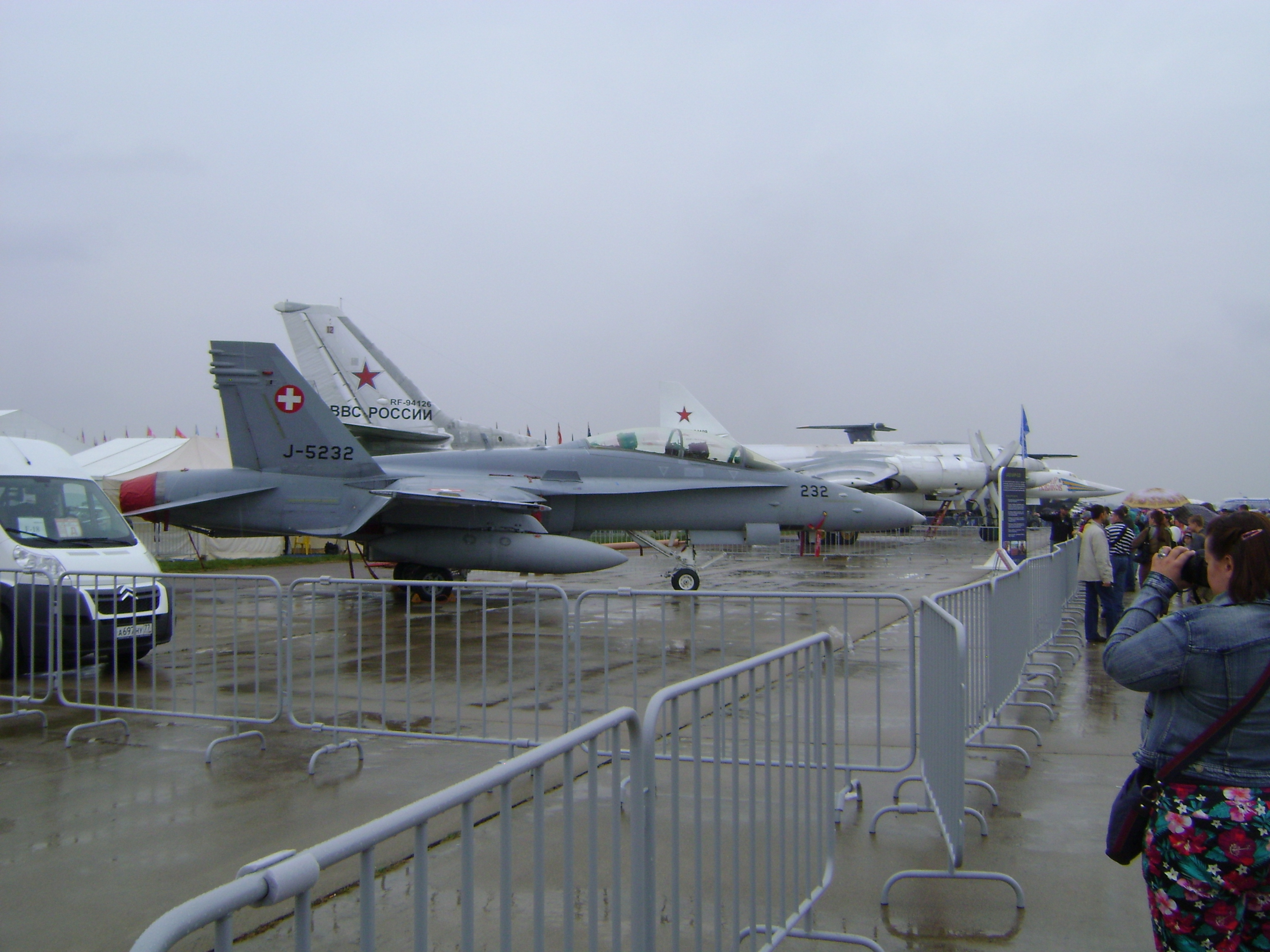
F/A-18D au MAKS 2013

Le F/A-18 Hornet Solo Display Team est une équipe d'acrobatie aérienne des Forces aériennes suisses volant sur F/A-18 Hornet.

## Histoire
Le F/A-18 Hornet Solo Display Team est fondé peu de temps après le déploiement du F/A-18 Hornet dans les Forces aériennes suisses en 1997. L'équipe a pour mission de démontrer les performances et la maniabilité du F/A-18 en Suisse et à l’étranger lors de diverses démonstrations en vol. De 1997 à 1998, l’équipe est composée de 2 pilotes, Stéphane "Punzel" Rapaz et Werner "Höffi" Hoffmann. Depuis 1999, le F/A-18 Hornet Display est mené par un pilote du service actif qui est souvent accompagné d'un ancien ou d'un futur pilote de l'équipe pour les démonstrations en vol à l'étranger. Il s'agit généralement d'un pilote de F/A-18C comme réserve sur place. Contrairement à la Patrouille Suisse ou au PC-7 Team, les démonstrations du F/A-18 Solo Display Team ne consistent pas en un vol en formation mais plutôt en la démonstration des capacités du F/A-18 Hornet, comme la puissance de son moteur, sa vitesse ou encore son taux de montée. 
La patrouille vole sur F/A-18C (monoplace) sans charges externes. C'est en général un avion issu de la flotte de F/A-18 des Forces aériennes suisses, plus particulièrement issu de l'escadron d'attache du pilote actuel de la patrouille. Ce sont l'escadron 11 "Tigres" (avion numéro J-5011), l'escadron 17 "Faucons" (avion numéro J-5017), ou les "Panthères" de l'escadron 18 (avion numéro J-5018). Si l'escadron n'a pas d'avions disponible, la présentation peut être conduite par n'importe quel F/A-18C.
La première démonstration officielle en vol de Stéphane "Punzel" Rapaz, volant sur le F/A-18D biplace numéro J-5231 en juin 1997, est la démonstration en vol au meeting de Sion; l'ouverture de la démonstration en vol se fait après un survol en formation avec le PC-7 TEAM. Cette démonstration fut la première faite par un F/A-18 des Forces aériennes suisses qui avaient reçu leurs premiers appareils dès janvier 1997. Lors de grands spectacles aériens tels que le RIAT ou le Air14, la patrouille vole souvent avec le PC-7 Team, la Patrouille Suisse ou la Super Puma Display Team dans une formation de survol commune à l’ouverture de la démonstration en vol. La base d'attache de la patrouille est l'aérodrome de Payerne.

## Palmarès
L’équipe a remporté plusieurs prix depuis sa création, par exemple :
- Trophée de voltige aérienne acrobatique Paul Bowen Solo 2006, 2007, 2009
- 2ème place dans «l'affichage le plus précis, poli et sûr» 2012
- Commandant du trophée du meilleur affichage militaire, 2012

## Pilotes
| Nom                        | Escadron    | période              |
| -------------------------- | ----------- | -------------------- |
| Marcel «Frodo» Rust        | Escadron 17 | 2024-présent         |
| Yannick «Fönsi» Zanata     | Escadron 17 | 2020-2023            |
| Nicolas «Vincent» Rossier  | Escadron 17 | 2017-2019            |
| Julien «Teddy» Master      | Escadron 17 | 2014-2017            |
| Bernhard «Beni» Kocher     | Escadron 18 | 2013                 |
| Ralph "Deasy" Knittel      | Escadron 17 | 2010-2012, MAKS 2013 |
| Thomas «Pipo» Peier        | Escadron 18 | 2007-2009            |
| Michael «Elvis» Reiner     | Escadron 11 | 2004-2007            |
| Patrick "Dahli" Dähler     | Escadron 11 | 2001-2003            |
| Frédéric «Styff» Ryff      | Escadron 17 | 1999-2000            |
| Werner "Hoffmann" Hoffmann | Escadron 11 | 1997-1998            |
| Stéphane «Punzel» Rapaz    | Escadron 17 | 1997-1998            |

## Liens Internet
- F / A-18 Hornet Solo Display  sur le site Web des  Forces aériennes suisses
- Capitaine Marcel "Frodo" Rust  sur le site Web du Groupement de la Défense

## Sources
- Magazine Intra No. 4 2013 page 18
- Magazine Insider 2014 page 14